# A. S. M. Abdur Rab

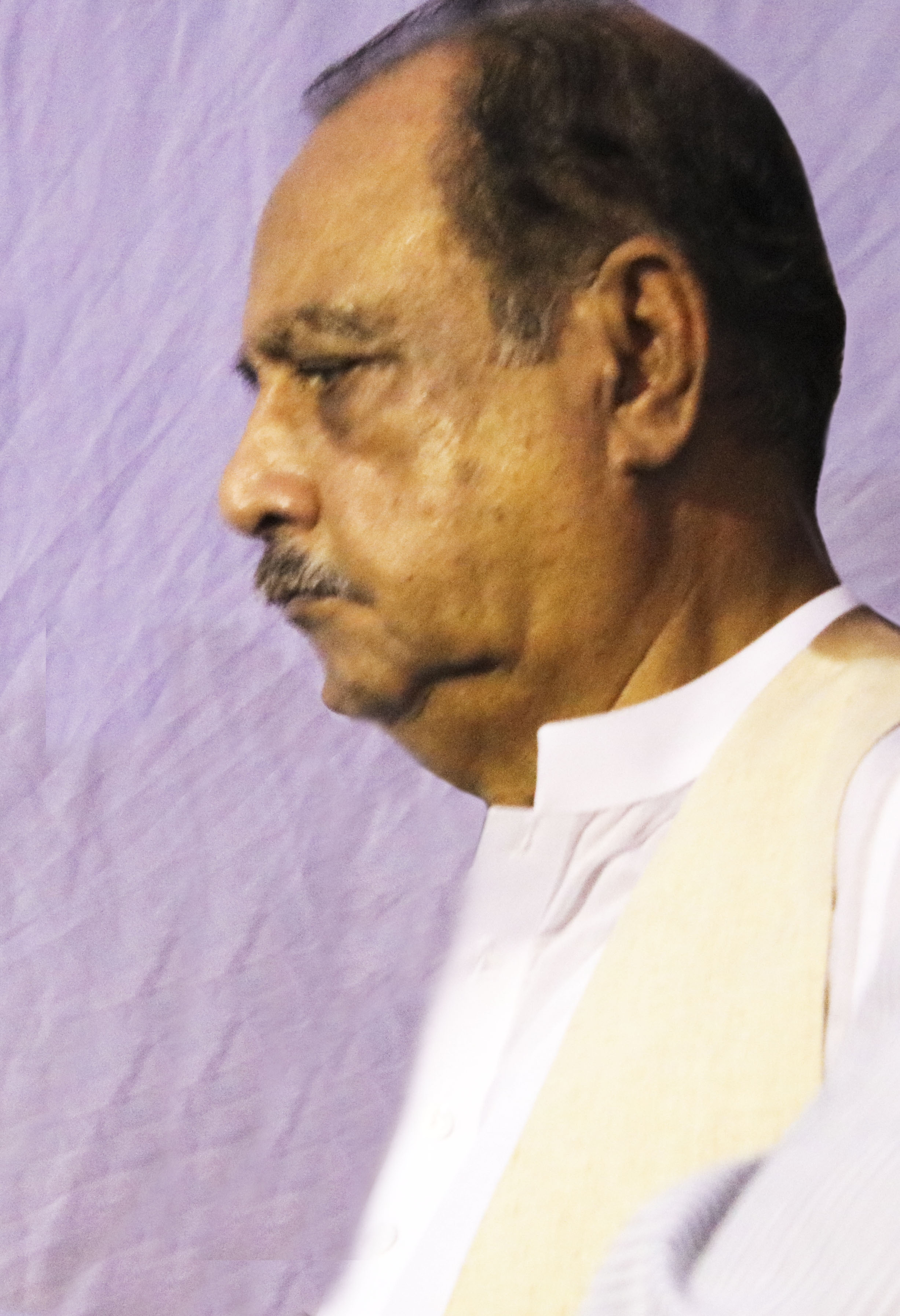
A. S. M. Abdur Rab, Suhrawardy Udyan, November 2018.

A. S. M. Abdur Rab (bengalisch আ. স. ম. আবদুর রব, geb. 1945) ist ein Politiker in Bangladesch. Er ist Gründer und war Generalsekretär der Partei Jatiya Samajtantrik Dal. 1985 verließen Rab und seine Anhänger die Partei und bildeten die neue Partei Jatiya Samajtantrik Dal-JSD, bekannt als JSD (Rab). Er diente als Abgeordneter im Nationalparlament Jatiya Sangsad für den Wahlbezirk Lakshmipur-4 und als Minister of Shipping und später als Minister of Fisheries and Livestock (1996–2001) im ersten Kabinett von Scheich Hasina Wajed.

## Leben

### Jugend
Rab wurde 1945 geboren. Er war Generalsekretär der politischen Studentenorganisation East Pakistan Chhatra League von 1969 bis 1970 und fungierte als Anführer in den Massenaufständen in Ostpakistan 1969 (ঊনসত্তরের গণঅভ্যুত্থান, 1969 mass uprising in East Pakistan). Er war auch der erste, der die Flagge Bangladeschs am 2. März 1971 als Vizepräsident der Dhaka University Central Students’ Union (ঢাকা বিশ্ববিদ্যালয় কেন্দ্রীয় ছাত্র সংসদ) aufzog.

### Karriere
Rab gilt als einer der Organisatoren des Befreiungskampfes von Bangladesch. Unter der Führung von Noor Alam Siddiqui, Abdul Kuddus, Shajahan Siraj und Rab wurde die Flagge des unabhängigen Bangladesch am 2. März 1971 in der University of Dhaka gehisst. Diese wurde von ASM Abdur Rab entworfen. Im historischen Bot-tala der Universität übergab Rab dann die Flagge an Scheich Mujibur Rahman. Nach der Unabhängigkeit von Bangladesch gründete Rab die linksgerichtete Jatiya Samajtantrik Dal (National Socialist Party). Zusammen mit Serajul Alam Khan und Shajahan Siraj protestierte er gegen die Regierung von Scheich Mujibur Rahman. Er führte auch den Protestzug am 17. März 1974 gegen die Residenz des Heimatministers bei Ramna, als die Miliz Jatiya Rakkhi Bahini das Feuer auf die Menschenmenge eröffnete. Rab ist ein Überlebender des 1974 Ramna massacre (১৯৭৪ রমনা গণহত্যা). Präsident Abu Sadat Mohammad Sayem entließ M. A. Jalil und Rab nach seinem Machtantritt aufgrund ihrer Rolle in der Jatiya Samajtantrik Dal im Staatsstreich in Bangladesch am 7. November 1975 (৭ নভেম্বর ১৯৭৫-এ বাংলাদেশে অভ্যুত্থান).
Rab wurde der 1988 Oppositionsführer und unter Hasina Wajed gelangte er weder ins Kabinet als Minister of Shipping und später Minister of Fisheries and Livestock (1996–2001).